# Medaglia per il coraggio durante un incendio (Federazione Russa)
La medaglia per il coraggio durante un incendio è un premio statale della Federazione Russa.

## Storia
Con decreto del presidium del Soviet Supremo dell'Unione Sovietica del 31 ottobre 1957 fu istituita la medaglia per il coraggio durante un incendio per premiare i vigili del fuoco, i volontari dei vigili del fuoco, il personale militare e altri cittadini che si fossero distinti nell'estinzione di incendi salvando persone, proprietà socialiste e proprietà dei cittadini dal fuoco.
Il 25 dicembre 1991, in conformità con la legge adottata dal Consiglio Supremo la Repubblica Socialista Federativa Sovietica Russa venne ribattezzata Federazione Russa. Il giorno successivo l'Unione Sovietica cessò di esistere e la Russia si distinse da essa come stato indipendente. 
Il 21 aprile 1992 il Congresso dei deputati del popolo della Russia approvò la ridenominazione, apportando opportune modifiche alla Costituzione della Repubblica Socialista Federativa Sovietica Russa, che entrarono in vigore il 16 maggio 1992, data della pubblicazione. Con decreto del presidium del Consiglio Supremo della Federazione Russa del 2 marzo 1992 n° 2424-1 sull'adozione dei riconoscimenti statali, il sistema di assegnazione russo conservò alcune delle onorificenze sovietiche tra cui la medaglia per il coraggio durante un incendio. Essa non fu però inclusa nel nuovo sistema di assegnazione, approvato con decreto del presidente della Federazione Russa del 2 marzo 1994 n° 442. Medaglie simili furono istituite dal Ministero degli affari interni e dal Ministero delle emergenze rispettivamente nel 2001  e nel 2002.
Con decreto del presidente della Federazione Russa del 15 settembre 2018 n° 519 "sulla creazione della medaglia per il coraggio durante un incendio e l'istituzione del titolo onorario di lavoratore onorato dei vigili del fuoco della Federazione Russa", la medaglia fu nuovamente restituita al sistema di assegnazione della Federazione Russa.

## Assegnazione
La medaglia viene assegnata ai vigili del fuoco federali e statali, al personale militare e ad altri cittadini della Federazione Russa per premiare:
- il coraggio e l'altruismo dimostrati nel spegnere gli incendi, salvare le persone e le proprietà dal fuoco;
- l'abile gestione delle unità di servizio antincendio nell'estinguere gli incendi, salvare persone e cose dal fuoco, organizzare e condurre operazioni di salvataggio in emergenza;
- il coraggio e la perseveranza mostrati nel prevenire un'esplosione durante un incendio.[9]

Il regolamento prevede l'assegnazione di una medaglia a cittadini stranieri che abbiano dimostrato "coraggio nell'estinzione degli incendi e nella conduzione di operazioni di salvataggio nel territorio della Federazione Russa"..
La medaglia può essere assegnata postuma..

## Insegne
- La medaglia è d'argento. Sul dritto, al centro, vi è l'immagine di un elmetto da vigile del fuoco con sullo sfondo due asce incrociate. Nella parte superiore, attorno alla circonferenza, vi è un'iscrizione in rilievo smaltata di rosso: "per il coraggio durante un incendio" (Russo: ЗА ОТВАГУ НА ПОЖАРЕ), nella parte inferiore ci sono rami di alloro e quercia incrociati.[10] Sul retro della medaglia, sulla circonferenza, vi è l'immagine di una ghirlanda di foglie di quercia e alloro. Al centro vi è un rettangolo contenente il numero di serie della medaglia.[10]
- Il  nastro è rosso con bordi bianchi caricati di una striscia blu.